# Аряш (Пензенская область)
Аряш — село в Камешкирском районе Пензенской области России, входит в состав Лапшовского сельсовета.

## География
Расположено на берегу реки Аряш в 19 км на юго-запад от центра сельсовета села Лапшово и в 27 км на юго-запад от райцентра села Русский Камешкир.

## История
Упоминается в 1700 г. как мордовская деревня, обитатели которой просили в челобитной о размежевании земли с соседним помещиком Неклюдовым. Причем мордва заявляла, что она селится по обе стороны Узы и на р. Уразлатке и просила отвести участок рядом с землей Неклюдова. С 1780 г. – в составе Кузнецкого уезда Саратовской губернии. В 1795 г. – село Архангельское, Аряш тож, владение малолетнего помещика Александра Николаевича Шахматова, 35 дворов, 132 ревизских души. В 1859 г. – помещичье сельцо, 67 дворов, 2 мельницы. В период отмены крепостного права крестьяне были крепостными помещиков Шахматовых. Усадьба Шахматовых и сменившего их Трирогова находилась напротив с. Аряш, на западном берегу, на лесном холме. В 1877 г. – в составе Кулясовской волости, 91 двор. В 1911 г. – в составе Дубровской волости (центр в Нижней Дубровке) Кузнецкого уезда, 138 дворов, церковь, церковноприходская школа.
С 1928 года село являлось центром сельсовета Камешкирского района Кузнецкого округа Средне-Волжской области (с 1939 года — в составе Пензенской области). В годы коллективизации образован колхоз «Оборона». В 1955 г. – в составе Кулясовского сельсовета, центральная усадьба колхоза «Оборона». В 1980-е гг. – отделение совхоза «Кулясовского». С 2010 года село в составе Лапшовского сельсовета.

## Население
| 1795 | 1859 | 1877 | 1897 | 1911 | 1926 | 1930 |
| ---- | ---- | ---- | ---- | ---- | ---- | ---- |
| 264  | ↗445 | ↗519 | ↗656 | ↗810 | ↗868 | ↘844 |
| 1939 | 1959 | 1979 | 1989 | 1996 | 2002 | 2010 |
| ↘540 | ↘333 | ↘178 | ↘61  | ↘59  | ↘20  | ↘6   |